# Nečtiny
Nečtiny är en ort i Tjeckien.   Den ligger i regionen Plzeň, i den västra delen av landet, 90 km väster om huvudstaden Prag. Nečtiny ligger 467 meter över havet och antalet invånare är 620.
Terrängen runt Nečtiny är huvudsakligen platt, men åt nordväst är den kuperad. Nečtiny ligger nere i en dal. Runt Nečtiny är det ganska glesbefolkat, med 22 invånare per kvadratkilometer. Närmaste större samhälle är Žlutice, 13,0 km norr om Nečtiny. I omgivningarna runt Nečtiny växer i huvudsak blandskog.